# 괌의 문장

괌의 문장

괌의 문장은 1946년에 제정되었다. 문장의 모양은 차모로인들이 전쟁과 사냥을 위해 무기로 사용된 투석용 돌을 본뜬 것이다. 문장 안에 그려진 모래 위에는 생명의 나무로 알려져 있는 야자나무가 그려져 있는데 야자나무는 어떠한 상황 속에서도 성장한다는 것을 의미한다.
문장 중앙에는 바다가 그려져 있으며 바다 위에는 프로아(Proa)라고 부르는 차모로인들의 쾌속 범선이 그려져 있다. 범선은 차모로인의 용기와 민첩성을, 바다는 무한함을 의미한다. 만 앞쪽에는 강이, 만 뒤쪽에는 연인의 곶(Puntan Dos Amantes)이라고 부르는 절벽이 그려져 있다. 강은 육지의 자원과의 공유를, 절벽은 괌의 유산과 문화, 언어를 미래 세대에 전달한다는 것을 의미한다.

## 같이 보기
- 괌의 기